# Night of the Speed Demons
Night of the Speed Demons è uno split album tra Cripple Bastards, Woptime e Skruigners. È stato registrato dal vivo nel mese di maggio del 2005.

## Tracce

### Woptime
1. Dove sei?
2. Cunt
3. Vendetta
4. Codice d'onore
5. Giustizia
6. Fuoco
7. Il giorno del giudizio
8. Inferno sulla Terra
9. Woptime

### Skruigners
1. Cosa vi aspettate?
2. Streghe
3. A mani vuote
4. Rispetto
5. 2003
6. Piombo e neve
7. Uomo donna topo
8. Vecchio
9. 200701
10. Libero per sempre
11. In un angolo
12. Pezzi bui

### Cripple Bastards
1. Respect Or Death
2. Misantropo a senso unico
3. When Immunities Fall
4. Get Out And Bite Them
5. Authority? / Asti Punx
6. Necrospore
7. Il sentimento non è amore
8. I Hate Her
9. S.L.U.T.S.
10. 1974
11. Cardboard
12. Being Ripped Off
13. Prospettive limitate
14. Odio a prima vista
15. A dispetto della discrezione
16. Bomb ABC No Rio
17. Italia di merda
18. I Wonder Who The Real Cannibals Are
19. Il tuo amico morto